# Józef Karol Lubomirski
Józef Karol Lubomirski  herbu Szreniawa bez Krzyża (ur. ok. 1660, zm. 15 grudnia 1702) – marszałek wielki koronny, marszałek nadworny koronny, koniuszy wielki koronny. V ordynat ostrogski, starosta lubomelski w 1688 roku, starosta olsztyński.
Ochrzczony został 29 VII 1661, rodzicami chrzestnymi byli Anna z Czartoryskich Tarłowa, wojewodzina lubelska, i Daniel Wieteski. O jego młodości nic nie wiemy. Elektor Jana III Sobieskiego z województwa krakowskiego w 1674 roku.
W 1683 został koniuszym koronnym, w 1692 marszałkiem nadwornym koronnym, w 1702 marszałkiem wielkim koronnym. Był jednym z najbogatszych ludzi w I Rzeczypospolitej, posiadał 1000 wsi, a dzięki małżeństwu z Teofilą Zasławską wszedł w posiadanie w 1683 roku Ordynacji Ostrogskiej.
Poseł sejmiku zatorskiego na sejm zwyczajny 1688 roku, poseł sejmiku bracławskiego na sejm nadzwyczajny 1688/1689 roku.
5 lipca 1697 roku podpisał w Warszawie obwieszczenie do poparcia wolnej elekcji, które zwoływało szlachtę na zjazd w obronie naruszonych praw Rzeczypospolitej.

## Wywód przodków
| 4. Stanisław Lubomirski |  |                                 |  |  |                           |
|                         |  | 2. Aleksander Michał Lubomirski |  |  |                           |
| 5. Zofia Ostrogska      |  |                                 |  |  |                           |
|                         |  |                                 |  |  | 1. Józef Karol Lubomirski |
| 6. Jerzy Ossoliński     |  |                                 |  |  |                           |
|                         |  | 3. Helena Tekla Ossolińska      |  |  |                           |
| 7. Izabella Daniłowicz  |  |                                 |  |  |                           |
|                         |  |                                 |  |  |                           |